# Charidotella purpurata
Charidotella purpurata är en skalbaggsart som först beskrevs av Karl Henrik Boheman 1855.  Charidotella purpurata ingår i släktet Charidotella och familjen bladbaggar. Inga underarter finns listade i Catalogue of Life.